# Swansea, Massachusetts

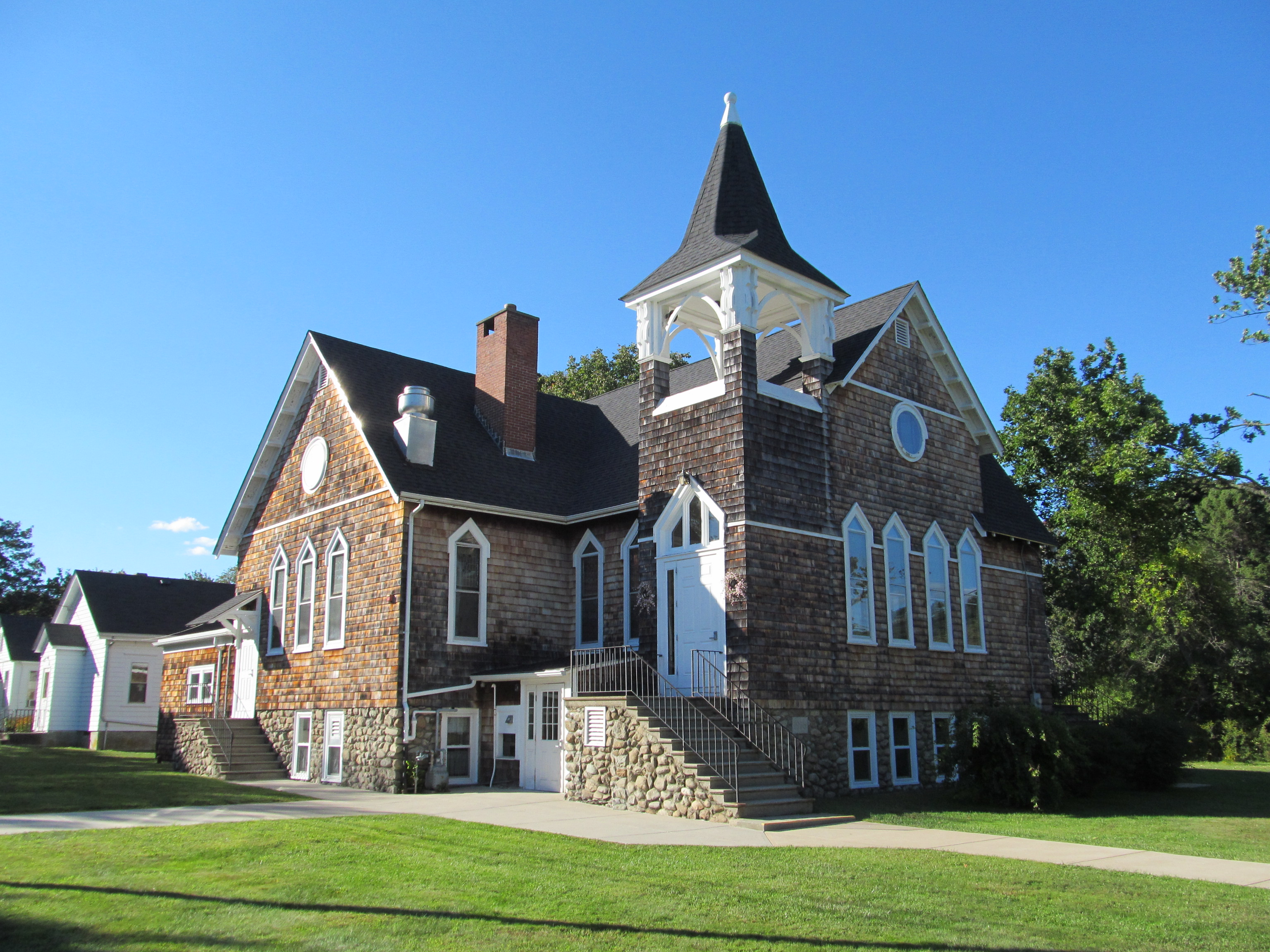

Swansea är en kommun (town) i Bristol County i delstaten  Massachusetts, USA. Vid folkräkningen år 2000 bodde 15 901 personer på orten. Den har enligt United States Census Bureau en area på totalt 66,1 km² varav 6,4 km² är vatten.